# Сахарская песета
Сахарская песета (араб. البيزيتا الصحراوي‎) — официальная денежная единица Сахарской Арабской Демократической Республики — частично признанного государства, расположенного на части территории Западной Сахары, контролируемой Фронтом Полисарио. Фактически на этой территории в обращении используются марокканский дирхам, алжирский динар, мавританская угия и евро. Международное обозначение валюты в стандарте ISO отсутствует, неофициально применяется обозначение — EHP.
Курс сахарской песеты был привязан к курсу испанской песеты 1:1. C 2002 года установлен курс к евро: 1 евро = 166,386 песет.

## История
Первые сахарские песеты были выпущены в 1990 году в качестве коллекционных монет, а в 1992 году последовал выпуск стандартных монет номиналом 1, 2 и 5 песет. В настоящее время выпущены стандартные монеты номиналом 1, 2, 5 и 50 песет. Кроме того, в 1990—1997 и 2004 годах был выпущен целый ряд памятных монет в честь различных событий в мире и в регионе, номиналом 100, 200, 500, 1000, 5000, 40 000 песет из различного металла: медь, сплав меди иникеля, никелированная сталь, серебро, золото.
В 2006 году были выпущены коллекционные монеты серии Cabo Dakhla с двойным номиналом — в песетах и марокканских дирхамах по курсу 100 песет = 5 дирхамов: на одной стороне монеты указан номинал в песетах (латиницей), на другой — в дирхамах (арабской вязью). В этой серии были выпущены монеты номиналом 1, 5, 10, 25, 50, 100, 200 и 500 песет. О причастности к эмиссии этих монет Фронта Полисарио нет данных.

## Стандартные
| Изображение | Номинал  | Материал и размеры                      | Изображение на аверсе                                                                            | Изображение на реверсе                                            | Годы выпуска |
| ----------- | -------- | --------------------------------------- | ------------------------------------------------------------------------------------------------ | ----------------------------------------------------------------- | ------------ |
|             | 1 песета | Медно-никелевый сплав. Диаметр 17 мм.   | Сверху по краю надпись: REPUBLICA ARABE SAHARAUI DEMOCRATICA. В центре герб САДР. Внизу номинал. | Бедуин с верблюдом в обрамлении арабской вязи. Внизу год выпуска. | 1992         |
|             | 2 песеты | Медно-никелевый сплав. Диаметр — 20 мм. | Сверху по краю надпись: REPUBLICA ARABE SAHARAUI DEMOCRATICA. В центре герб САДР. Внизу номинал. | Бедуин с верблюдом в обрамлении арабской вязи. Внизу год выпуска. | 1992         |
|             | 5 песет  | Медно-никелевый сплав. Диаметр — 21 мм. | Сверху по краю надпись: REPUBLICA ARABE SAHARAUI DEMOCRATICA. В центре герб САДР. Внизу номинал. | Бедуин с верблюдом в обрамлении арабской вязи. Внизу год выпуска. | 1992         |
|             | 50 песет | Медно-никелевый сплав.                  | Сверху по краю надпись: REPUBLICA ARABE SAHARAUI DEMOCRATICA. В центре герб САДР. Внизу номинал. | Бедуин с верблюдом в обрамлении арабской вязи. Внизу год выпуска. | 1990         |

## Примеры памятных монет
| Изображение | Номинал      | Материал и размеры | Изображение на аверсе                                                                            | Изображение на реверсе | Годы выпуска |
| ----------- | ------------ | ------------------ | ------------------------------------------------------------------------------------------------ | ---------------------- | ------------ |
|             | 100 песет    |                    | Сверху по краю надпись: REPUBLICA ARABE SAHARAUI DEMOCRATICA. В центре герб САДР. Внизу номинал. |                        | 1993         |
|             | 40 000 песет |                    |                                                                                                  |                        | 1997         |